# Phares de Lovells Island
- Origine : Lentille de Fresnel de 4e ordre

Les phares de Lovells island (en anglais : Lovells Island Lights) étaient des phares situés sur Lovells Island (en), une île dans Boston Harbor dans le Comté de Suffolk (État du Massachusetts).

## Histoire
Les phares étaient des feux d'alignement construits en 1903 pour aider les navires entrant dans ce qui s'appelle maintenant "South Channel". Alors que le chenal nord était creusé plus profondément, le chenal sud était moins utilisé. Ils ont été enlevés en 1939 pour permettre l'expansion de Fort Standish. Ils étaient distants de 120 m et reliés par une passerelle.
L'île fait partie du Boston Harbor Islands National Recreation Area

## Description
Les phares étaient des tours cylindriques en bois, avec une galerie et une lanterne de 36,5 m et 12 m de haut.
Identifiant : ARLHS : USA-456 et 1114 .
|                |
| Lovells Island |

### Lien connexe
- Liste des phares du Massachusetts